# Alexandre... un uomo felice
Alexandre... un uomo felice (Alexandre le bienheureux) è un film del 1968 diretto da Yves Robert.

## Trama
In una fattoria francese un marito è vessato dalla moglie iperattiva, che oltre a dare raffiche di ordini lo tratta male. Una volta ritrovatosi vedovo cambia vita, pur rimanendo nella fattoria, scegliendo di non far più assolutamente nulla. Il suo ozio totale suscita ilarità o critiche da parte degli abitanti del vicino villaggio, ma anche l'interesse di una giovane donna che vede la possibilità di "sistemarsi": con arte riuscirà a entrare nel cuore di Alexandre fino a convincerlo a sposarla, o quasi.